# Livre de Vélès

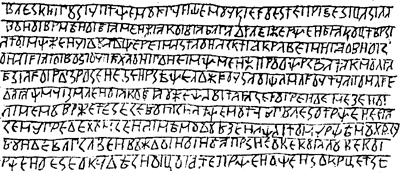
La seule copie connue de la planche, qui fut nommée ainsi d'après ses premiers mot : À Vélès ce livre est dédié...

Le Livre de  Vélès (ou, dans les langues slaves : Велесова книга, Велес книга, Книга Велеса, Дощечки Изенбека, Дощьки Изенбека) est un ouvrage protochroniste prétendument découvert en 1919 près de Kharkiv (Ukraine) par un officier de l'Armée blanche, puis perdu en 1941.

## Description
Il est présenté comme un recueil de chroniques d'un groupe de prêtres slaves datant d'avant l'arrivée des Varègues en Russie et comme le plus ancien livre concernant l'histoire et la religion slave, dont certains passages seraient relatifs au VIIe siècle av. J.-C., et pour les plus récents au IXe siècle de l'ère chrétienne. Il est considéré par les spécialistes des cultures slaves archaïques comme un faux, notamment en raison d'incohérences linguistiques. Malgré tout, il est utilisé comme base par plusieurs groupes adeptes du néo-paganisme slave.